# تعامل‌گرایی (فلسفه ذهن)
تعامل‌گرایی (انگلیسی: Interactionism) نظریه ای در فلسفه ذهن است که معتقد است ماده و ذهن دو ماده مجزا و مستقل هستند حرکت جوهری که اثرات سببی بر یکدیگر می‌گذارند. یک نوع دوگانه‌گرایی، به‌طور سنتی نوعی دوگانه‌گرایی ذهن و بدن است. اگرچه اخیراً نوعی دوگانه‌انگاری ویژگی‌ها نیز محسوب می‌شود.

## تأثیر در جرم‌شناسی
نظریه برچسب‌زنی رویکردی بسیار نزدیک به تحلیل‌های ساخت اجتماعی و تعامل نمادین است. این نظریه توسط جامعه‌شناسان در دههٔ ۶۰ میلادی توسعه یافت. تعامل‌گرایی مفاهیم انحراف و منحرف را به صورت ذهنی و نه عینی تعریف کرد. در علت‌شناسی جرم هم، واکنش‌های اجتماعی رسمی و غیررسمی را از طریق برچسب‌زنی، تحقیر و طرد فرد، موجد جرم و به خصوص، موجب تکرار جرم و پیدایش هویت و حرفه مجرمانه در شخص قلمداد نمود. به همین سبب نیز، خواستار کاهش چنین واکنش‌هایی در قبال جرم، به ویژه در قالب تحدید دامنه مداخله نظام عدالت کیفری گشت و بدین ترتیب، دریچه ای نو را در جرم‌شناسی و سیاست جنایی گشود.